# Saginaw
Saginaw (\ˈsæɡəˌnɔ\) è una città degli Stati Uniti d'America, capoluogo della contea omonima dello Stato del Michigan. La città sorge sul fiume Saginaw, tributario del lago Huron.

## Storia
Fondata agli inizi del XIX secolo, conobbe presto un notevole sviluppo industriale grazie alla vicinanza di giacimenti di carbone e petrolio: più recentemente, con la crisi dell'industria automobilistica, è iniziato il declino economico e demografico della città.

## Geografia fisica
Secondo lo United States Census Bureau, la città ha una superficie di 46,88 km² (18,10 mi²), di cui 1,97 km² (0,76 mi²).

## Società

### Evoluzione demografica
Al censimento del 2000 la città contava 61 781 abitanti, passati a 51 508 nel 2010.

### Spettacolo e Arte
È la città che ha dato i natali ad uno dei più grandi artisti ed interpreti della musica moderna, Stevie Wonder.